# Nati nel 1959/Luglio
| Questa pagina contiene informazioni ricavate automaticamente dalle voci biografiche con l'ausilio del template Bio e di un bot. L'aggiornamento è periodico e automatico e ricostruisce completamente la pagina. Se manca una persona in questa lista, sei pregato di non aggiungerla, ma accertati piuttosto che la sua voce biografica contenga il template Bio e che i dati anagrafici siano correttamente compilati. Se il template Bio manca, inseriscilo tu stesso o, in alternativa, metti l'avviso {{tmp\|Bio}} che ne segnala la mancanza. Se i dati riportati sono sbagliati, correggi direttamente la voce biografica; le modifiche saranno visibili in questa lista entro pochi giorni. Per chiarimenti vedi il progetto biografie. La lista contiene solo le 273 persone che sono citate nell'enciclopedia e per le quali è stato implementato correttamente il template Bio. Pagina aggiornata al 10 lug 2025. |

- 1º luglio - Chung Hae-won, calciatore sudcoreano († 2020)
- 1º luglio - Giovanni D'Aleo, ex maratoneta e mezzofondista italiano
- 1º luglio - Anne Garefino, produttrice televisiva, produttrice cinematografica e produttrice teatrale statunitense
- 1º luglio - Ginés Jesús Hernández, religioso spagnolo
- 1º luglio - Naoji Itō, ex calciatore giapponese
- 1º luglio - Teresa Leger Fernandez, politica statunitense
- 1º luglio - Dale Midkiff, attore statunitense
- 1º luglio - Francesca Reggiani, comica, cabarettista e imitatrice italiana
- 1º luglio - Anne Smith, ex tennista statunitense
- 2 luglio - Eduardo Bengoechea, ex tennista argentino
- 2 luglio - Emanuele Bombini, ex ciclista su strada e dirigente sportivo italiano
- 2 luglio - Cristian Diaconescu, politico rumeno
- 2 luglio - Stefan Fernholm, discobolo e pesista svedese († 1997)
- 2 luglio - Wendy Lawrence, ex astronauta e ingegnere statunitense
- 2 luglio - Francisco Ernandi Lima da Silva, allenatore di calcio e ex calciatore brasiliano
- 2 luglio - Bruno Pederiva, arrampicatore, alpinista e scialpinista italiano
- 2 luglio - Alfonso Raimo, vescovo cattolico italiano
- 2 luglio - Erwin Olaf, fotografo olandese († 2023)
- 2 luglio - Theofanīs Theofanous, ex calciatore cipriota
- 3 luglio - Kader Arif, politico francese
- 3 luglio - Édson Boaro, ex calciatore brasiliano
- 3 luglio - Julie Burchill, scrittrice e giornalista inglese
- 3 luglio - Elisa Gabrielli, doppiatrice, animatrice e attrice statunitense
- 3 luglio - Graham Roberts, ex calciatore e allenatore di calcio inglese
- 3 luglio - David Shore, sceneggiatore e produttore televisivo canadese
- 3 luglio - Mark Taché, ex sciatore alpino statunitense
- 3 luglio - Garry Witts, ex cestista statunitense
- 4 luglio - Victoria Abril, attrice e cantante spagnola
- 4 luglio - Souad Amidou, attrice francese
- 4 luglio - Romolo Benvenuto, politico italiano
- 4 luglio - Angelo Galasso, stilista italiano
- 4 luglio - Eiríkur Hauksson, cantante islandese
- 4 luglio - Paola Nazzaro, costumista italiana
- 4 luglio - Daniel Fernando Sturla Berhouet, cardinale e arcivescovo cattolico uruguaiano
- 5 luglio - Fabien Baron, direttore artistico e designer francese
- 5 luglio - Marc Cohn, cantautore statunitense
- 5 luglio - László Csongrái, ex schermidore ungherese
- 5 luglio - Christoph Hartmann, autore di videogiochi, sceneggiatore e imprenditore statunitense
- 5 luglio - Pablo Helman, effettista argentino
- 5 luglio - Mark Radford, ex cestista statunitense
- 5 luglio - Gertrúd Stefanek, ex schermitrice ungherese
- 5 luglio - Heidi Westphal, ex canottiera tedesca
- 6 luglio - Stephen Amidon, scrittore e sceneggiatore statunitense
- 6 luglio - Richard Dacoury, ex cestista francese
- 6 luglio - Joe Jacoby, ex giocatore di football americano statunitense
- 6 luglio - John Keeble, musicista britannico
- 6 luglio - Danny Kennedy, politico nordirlandese
- 6 luglio - Mychajlo Mychajlov, ex calciatore ucraino
- 6 luglio - Claudio Vertova, ex calciatore italiano
- 7 luglio - Wanda Bieler, ex sciatrice alpina italiana
- 7 luglio - Daniele Brolli, scrittore, illustratore e fumettista italiano
- 7 luglio - Billy Campbell, attore statunitense
- 7 luglio - Oleg Chlevnjuk, storico, scrittore e docente sovietico
- 7 luglio - Mauro Ferrari, ingegnere italiano
- 7 luglio - Stephen Garlick, attore gallese
- 7 luglio - Piergiorgio Gay, regista e sceneggiatore italiano
- 7 luglio - Kerstin Knabe, ex ostacolista tedesca
- 7 luglio - Barbara Krause, ex nuotatrice tedesca
- 7 luglio - Alessandro Nannini, ex pilota automobilistico italiano
- 7 luglio - Frode Rønning, ex pattinatore di velocità su ghiaccio norvegese
- 7 luglio - Katia Svizzero, annunciatrice televisiva, conduttrice televisiva e cantante italiana
- 8 luglio - Salvatore Cantalupo, attore italiano († 2018)
- 8 luglio - Tom Egeland, scrittore norvegese
- 8 luglio - Jamie Freveletti, scrittrice statunitense
- 8 luglio - Robert Knepper, attore statunitense
- 8 luglio - Leszek Kucharski, ex tennistavolista polacco
- 8 luglio - Zoltán Kuhárszky, allenatore di tennis e ex tennista ungherese
- 8 luglio - Raffaele Mertes, regista televisivo e direttore della fotografia italiano
- 8 luglio - Graham Pearce, ex calciatore inglese
- 8 luglio - John Purdell, produttore discografico e musicista statunitense († 2003)
- 8 luglio - Pauline Quirke, attrice britannica
- 8 luglio - Víctor Rasgado, compositore messicano († 2023)
- 8 luglio - Marco Varvello, giornalista italiano
- 8 luglio - André de Azevedo, pilota motociclistico e pilota di rally brasiliano
- 9 luglio - Massimo Corvo, attore, doppiatore e direttore del doppiaggio italiano
- 9 luglio - Lucio Gallo, baritono italiano
- 9 luglio - Scott Garrett, politico e avvocato statunitense
- 9 luglio - Jim Kerr, cantante britannico
- 9 luglio - Kevin Nash, ex wrestler e attore statunitense
- 9 luglio - D.H. Peligro, batterista statunitense († 2022)
- 9 luglio - Víctor Manuel García Rodríguez, ex calciatore spagnolo
- 10 luglio - Anjani, cantautrice e pianista statunitense
- 10 luglio - Glen Collins, ex giocatore di football americano statunitense
- 10 luglio - Eric Embry, ex wrestler statunitense
- 10 luglio - Domenico Gallo, scrittore e traduttore italiano
- 10 luglio - Corinne Hofman, archeologa tedesca
- 10 luglio - Ellen Kuras, direttrice della fotografia e regista statunitense
- 10 luglio - Dominicus Meier, vescovo cattolico tedesco
- 10 luglio - Loredana Pancotto, medaglista italiana
- 10 luglio - Shep Pettibone, disc jockey e produttore discografico statunitense
- 10 luglio - Davis Phinney, ex ciclista su strada statunitense
- 10 luglio - Luc Pillot, ex velista francese
- 10 luglio - Rosa Suppa, politica italiana
- 10 luglio - Manil Suri, scrittore e matematico statunitense
- 10 luglio - Sandy West, batterista e cantautrice statunitense († 2006)
- 11 luglio - Lorenzo Bodega, politico italiano
- 11 luglio - Dag Christophersen, ex calciatore norvegese
- 11 luglio - Giogiò Franchini, montatore italiano
- 11 luglio - Jeff Kemp, ex giocatore di football americano statunitense
- 11 luglio - Jacques Lüthy, ex sciatore alpino svizzero
- 11 luglio - Tobias Moretti, attore e regista teatrale austriaco
- 11 luglio - Éric N'Gapeth, allenatore di pallavolo e ex pallavolista camerunese
- 11 luglio - Jovica Nikolić, ex calciatore jugoslavo
- 11 luglio - Paolo Regina, scrittore italiano
- 11 luglio - Richie Sambora, chitarrista statunitense
- 11 luglio - Lawrence Stroll, imprenditore canadese
- 11 luglio - Suzanne Vega, cantautrice statunitense
- 11 luglio - Algy Ward, bassista e cantante britannico († 2023)
- 12 luglio - Carla Antonelli, attrice e politica spagnola
- 12 luglio - Douglas Carter Beane, librettista, commediografo e sceneggiatore statunitense
- 12 luglio - Karl J. Friston, neuroscienziato inglese
- 12 luglio - Antonio Mourelos, attore, doppiatore e scrittore spagnolo
- 12 luglio - Charlie Murphy, attore, autore televisivo e sceneggiatore statunitense († 2017)
- 12 luglio - Walter Santillo, conduttore televisivo e autore televisivo italiano
- 12 luglio - Yuriko Shima, ex calciatrice giapponese
- 12 luglio - Tupou VI delle Tonga, re tongano
- 13 luglio - Petar Popović, ex cestista e allenatore di pallacanestro serbo
- 13 luglio - Luc Reul, allenatore di calcio a 5 e ex giocatore di calcio a 5 belga
- 14 luglio - Peter Angerer, ex biatleta tedesco occidentale
- 14 luglio - Magolina Bácsa, ex cestista ungherese
- 14 luglio - Wallace Bryant, ex cestista e allenatore di pallacanestro statunitense
- 14 luglio - Angelika Grieser, ex nuotatrice tedesca occidentale
- 14 luglio - Daniele Lucantoni, ex cestista italiano
- 14 luglio - Susana Martinez, politica e avvocata statunitense
- 14 luglio - Vladimir Nikitin, ex fondista sovietico
- 14 luglio - Lahcen Ouadani, ex calciatore marocchino
- 14 luglio - Stefano Pintucci, oculista italiano († 2007)
- 15 luglio - Enrico Di Troia, attore e doppiatore italiano
- 15 luglio - Anne Fontaine, attrice e regista lussemburghese
- 15 luglio - Stefano Garuti, allenatore di calcio e ex calciatore italiano
- 15 luglio - Damiano Giulio Guzzetti, vescovo cattolico e missionario italiano
- 15 luglio - Jelena Lengold, scrittrice, poetessa e giornalista serba
- 15 luglio - Vincent Lindon, attore francese
- 15 luglio - Stefano Mensurati, giornalista, scrittore e conduttore radiofonico italiano
- 15 luglio - Giovanni Pitruzzella, giurista e docente italiano
- 15 luglio - Patrick Timsit, attore, regista e comico francese
- 16 luglio - Gary Anderson, ex giocatore di football americano sudafricano
- 16 luglio - Gegia, cantante, attrice e comica italiana
- 16 luglio - Xavier Barcons, fisico spagnolo
- 16 luglio - Ángeles Caso, scrittrice spagnola
- 16 luglio - Fabrizio Frates, allenatore di pallacanestro e dirigente sportivo italiano
- 16 luglio - Kari Härkönen, ex fondista finlandese
- 16 luglio - Bob Joles, attore e doppiatore statunitense
- 16 luglio - Yves Lafontaine, musicista, scrittore e liutaio canadese
- 16 luglio - Lino Lardo, allenatore di pallacanestro e ex cestista italiano
- 16 luglio - Jürgen Ligi, politico e economista estone
- 16 luglio - Joanna MacGregor, compositrice e pianista inglese
- 16 luglio - James MacMillan, compositore e direttore d'orchestra scozzese
- 16 luglio - Gerd Wessig, ex altista tedesco
- 17 luglio - Alfred Achermann, ex ciclista su strada svizzero
- 17 luglio - Baltazar Maria de Morais Júnior, ex calciatore brasiliano
- 17 luglio - Franco Bragagna, telecronista sportivo italiano
- 17 luglio - Maurizio Braghin, allenatore di calcio e ex calciatore italiano
- 17 luglio - Bobby Davison, allenatore di calcio e ex calciatore inglese
- 17 luglio - Bruno Esposito, presbitero e giurista italiano
- 17 luglio - Pedro Herrera, ex calciatore spagnolo
- 17 luglio - Janet Kavandi, ex astronauta e chimica statunitense
- 17 luglio - Michael Manniche, ex calciatore danese
- 17 luglio - Victor Nogueira, ex calciatore e ex giocatore di calcio a 5 portoghese
- 17 luglio - Jesús Nogueiras, scacchista cubano
- 17 luglio - Maurizio Piovani, ex ciclista su strada e dirigente sportivo italiano
- 17 luglio - Kōnstantínos Tasoúlas, avvocato e politico greco
- 17 luglio - Zarina Wahab, attrice indiana
- 18 luglio - Jean-Marie Dreujou, direttore della fotografia francese
- 18 luglio - Raimondo Fassa, politico italiano
- 18 luglio - Attila Gyimesi, ex calciatore e ex giocatore di calcio a 5 ungherese
- 18 luglio - Ilson de Jesus Montanari, arcivescovo cattolico brasiliano
- 18 luglio - Mel Purcell, ex tennista statunitense
- 18 luglio - Luigi Reitani, germanista e traduttore italiano († 2021)
- 18 luglio - John Tatum, ex wrestler statunitense
- 19 luglio - Juan José Campanella, regista, sceneggiatore e attore argentino
- 19 luglio - Paolo Fallai, giornalista, scrittore e autore televisivo italiano
- 19 luglio - Silvija Germanova, ex cestista bulgara
- 19 luglio - Vigdis Hjorth, scrittrice norvegese
- 19 luglio - Rick Hunger, ex cestista canadese
- 20 luglio - Giovanna Amati, ex pilota automobilistica italiana
- 20 luglio - Gianni Di Capua, regista teatrale, sceneggiatore e produttore televisivo italiano († 2018)
- 20 luglio - Orietta Grossi, cestista italiana († 2024)
- 20 luglio - Steve Martino, regista statunitense
- 20 luglio - Giuseppe Plazzi, neurologo e velista italiano
- 20 luglio - Martha Soukup, scrittrice di fantascienza statunitense
- 20 luglio - Gian Pietro Tagliaferri, calciatore e allenatore di calcio italiano († 2006)
- 21 luglio - Viktor Čanov, calciatore ucraino († 2017)
- 21 luglio - Rossana Casale, cantante italiana
- 21 luglio - Julia Pierson, poliziotta statunitense
- 21 luglio - Paolo Pietrapiana, astronomo italiano
- 21 luglio - Dario Tonani, scrittore e giornalista italiano
- 22 luglio - Giuseppe Carletti, ex sciatore alpino italiano
- 22 luglio - Peter Carruthers, ex pattinatore artistico su ghiaccio statunitense
- 22 luglio - Greg Costikyan, autore di giochi, autore di videogiochi e scrittore statunitense
- 22 luglio - Bonnie Dasse, ex pesista statunitense
- 22 luglio - Walter Delle Case, ex ciclista su strada italiano
- 22 luglio - Jon Oliva, cantante e tastierista statunitense
- 22 luglio - Bryan Warrick, ex cestista statunitense
- 23 luglio - Pedro Aznar, cantante e polistrumentista argentino
- 23 luglio - Carlo Ballarini, pianista e compositore italiano
- 23 luglio - Giovanni Castellucci, ex dirigente d'azienda italiano
- 23 luglio - Michele Emiliano, politico e magistrato italiano
- 23 luglio - Li Qiang, politico cinese
- 23 luglio - Vincenzo Nisco, designer e effettista italiano
- 23 luglio - Carl Phillips, poeta statunitense
- 23 luglio - Yoshio Sakamoto, autore di videogiochi giapponese
- 23 luglio - Nancy Savoca, regista, sceneggiatrice e produttrice cinematografica italiana
- 23 luglio - Mauro Zuliani, ex velocista italiano
- 24 luglio - Giuseppe Abbagnale, ex canottiere e dirigente sportivo italiano
- 24 luglio - Véronique Dehant, geofisica e geodeta belga
- 24 luglio - Joe Gatt, ex calciatore maltese
- 24 luglio - Keiichi Hara, regista e sceneggiatore giapponese
- 24 luglio - Jostein Masdal, ex sciatore alpino norvegese
- 24 luglio - Angelo Riccaboni, economista italiano
- 24 luglio - Jason Rodrigues Corrêa, ex calciatore brasiliano
- 24 luglio - Bodo Schopf, batterista tedesco
- 24 luglio - Viktor Uspaskich, imprenditore e politico lituano
- 24 luglio - Shawn Weatherly, modella statunitense
- 24 luglio - Roland Wetzig, ex bobbista tedesco
- 25 luglio - Fëdor Čerenkov, calciatore e allenatore di calcio russo († 2014)
- 25 luglio - Choe Ae-yeong, cestista sudcoreana († 2008)
- 25 luglio - César Ferrando, allenatore di calcio e ex calciatore spagnolo
- 25 luglio - Charlotte Frank, architetto tedesca
- 25 luglio - Brian Holloway, ex giocatore di football americano statunitense
- 25 luglio - Huang Shu-hsia, ex cestista taiwanese
- 25 luglio - Yuuko Matsutani, doppiatrice e cantante giapponese
- 25 luglio - Anatolij Onoprijenko, serial killer ucraino († 2013)
- 25 luglio - Leody de Guzman, sindacalista e attivista filippino
- 26 luglio - Steve Evets, attore britannico
- 26 luglio - Gary Honey, ex lunghista australiano
- 26 luglio - Anne Jardin, ex nuotatrice canadese
- 26 luglio - Tom McGowan, attore statunitense
- 26 luglio - Ngô Đình Lệ Quyên, funzionaria e giurista vietnamita († 2012)
- 26 luglio - Hiroshi Soejima, ex calciatore giapponese
- 26 luglio - Kevin Spacey, attore e produttore cinematografico statunitense
- 26 luglio - Angus Tung, cantante, compositore e produttore discografico taiwanese
- 27 luglio - Magdi Abdelghani, ex calciatore egiziano
- 27 luglio - Sergio Berlato, politico italiano
- 27 luglio - Luca De Gennaro, disc jockey, critico musicale e conduttore radiofonico italiano
- 27 luglio - Antonio Luca Fallica, abate italiano
- 27 luglio - Hugh Green, giocatore di football americano statunitense
- 27 luglio - Antonio Labonia, ex calciatore argentino
- 27 luglio - Tchiss Lopes, cantante, musicista e compositore capoverdiano
- 27 luglio - Lorenzo Mannino, mafioso statunitense
- 27 luglio - Siobhan Redmond, attrice scozzese
- 27 luglio - Liceth Rojas, ex cestista boliviana
- 27 luglio - Aleksandr Sizonenko, cestista sovietico († 2012)
- 27 luglio - Glenn Thompson, politico statunitense
- 27 luglio - Aleksandr Veledinskij, regista sovietico
- 28 luglio - Federico Buffa, giornalista, telecronista sportivo e scrittore italiano
- 28 luglio - Andrea Chimenti, cantautore italiano
- 28 luglio - José Manuel Espinosa, ex calciatore spagnolo
- 28 luglio - Cheryl Gibson, ex nuotatrice canadese
- 28 luglio - Martin Hole, fondista norvegese († 2024)
- 28 luglio - Mark Meadows, politico statunitense
- 28 luglio - Bruno Pupparo, tecnico del suono italiano († 2009)
- 28 luglio - Marcel Sisniega Campbell, scacchista e regista cinematografico messicano († 2013)
- 28 luglio - Francesco Virlinzi, produttore discografico italiano († 2000)
- 28 luglio - William T. Vollmann, scrittore, giornalista e saggista statunitense
- 29 luglio - Marco Billia, allenatore di calcio e ex calciatore italiano
- 29 luglio - Gilda Buttà, pianista italiana
- 29 luglio - Enzo Maria Caporaso, ex pugile e ultramaratoneta italiano
- 29 luglio - Sanjay Dutt, attore indiano
- 29 luglio - Werner Landgraf, astronomo tedesco
- 29 luglio - Phillip Lockett, ex cestista statunitense
- 29 luglio - Mike McGee, ex cestista e allenatore di pallacanestro statunitense
- 29 luglio - John Sykes, chitarrista britannico († 2024)
- 29 luglio - Ezzatollah Zarghami, politico e militare iraniano
- 30 luglio - Riccardo Biseo, pianista, compositore e arrangiatore italiano
- 30 luglio - Marc Cécillon, ex rugbista a 15 e allenatore di rugby a 15 francese
- 30 luglio - Petra Felke, ex giavellottista tedesca
- 30 luglio - Sergio Pacheco, ex calciatore cileno
- 30 luglio - Antonio Prade, politico e avvocato italiano
- 30 luglio - Abdullah di Pahang, principe e dirigente sportivo malese
- 31 luglio - Wilmar Cabrera, allenatore di calcio e ex calciatore uruguaiano
- 31 luglio - Stanley Jordan, chitarrista statunitense
- 31 luglio - Kim Newman, giornalista, critico cinematografico e scrittore inglese